# لازارو شاكون غونزاليس
لازارو شاكون غونزاليس (بالإسبانية: Lázaro Chacón González)‏ (27 يونيو 1873 - 9 أبريل 1931). كان الرئيس بالوكالة غواتيمالا من 26 سبتمبر 1926 إلى 18 ديسمبر 1926 و رئيس غواتيمالا من 19 ديسمبر 1926 إلى 2 يناير 1931.